# Pulo Pisang (Pidie)
Pulo Pisang is een bestuurslaag in het regentschap Pidie van de provincie Atjeh, Indonesië. Pulo Pisang telt 784 inwoners (volkstelling 2010).